# Colusa (California)
Colusa è una località degli Stati Uniti d'America, capoluogo della omonima contea, nello Stato della California.